# Folclore japonês
Folclore japonês é o folclore do Japão. É muito influenciado pelo Xintoísmo e pelo Budismo, as duas religiões primárias no Japão. Geralmente envolve personagens e situações engraçadas ou bizarras, e também inclui uma variedade de divindades, como bodisatva, kami (deuses e espíritos reverenciados), yōkai (espíritos que não tem conotação religiosa) (tais como oni, kappa, e tengu), yūrei (fantasmas), Dragões, e animas com poderes sobrenaturais, como a kitsune (raposa),  o tanuki (cão-guaxinim), o inugami (deus-cachorro), a mujina (doninha), e o bakeneko (gato monstro).
O folclore japonês é normalmente dividido em várias categorias: "mukashibanashi", contos de antigamente; "namidabanashi", histórias tristes; "obakebanashi", histórias de fantasmas; "ongaeshibanashi", histórias de retribuição da bondade;"tonchibanashi", histórias de sabedoria; "waraibanashi", histórias engraçadas; e "yokubaribanashi", histórias de ganância. 
Algumas lendas japonesas bem conhecidas são: 
- A história de Kintarō, o Garoto Dourado superhumano.
- A história de Momotarō, o Garoto Pêssego matador de oni.
- A história de Urashima Tarō, que salvou uma tartaruga e visitou o fundo do mar.
- A história de Issun-bōshi, o garoto de uma polegada.
- Bunbuku Chagama, a história de uma chaleira que na verdade é um tanuki que muda de forma.
- Tamamo-no-Mae, a história da mulher-raposa má.
- Shita-kiri Suzume, a história do pardal da língua cortada.
- A história da vingativa Kiyohime, que se transformou em dragão.
- Banchō Sarayashiki, a história fantasma de Okiku e as Nove Placas.
- Yotsuya Kaidan, a história fantasma de Oiwa.
- Kachi-kachi Yama, a história de um Tanuki vilão e um coelho herói.
- Hanasaka Jiisan, a história do velho que fez as cerejeiras florescer.
- Taketori Monogatari, sobre uma garota misteriosa, chamada Kaguya-hime que diz ser da capital da lua.

O folclore do Japão foi influenciado pela literatura internacional. Algumas histórias da Índia foram influencias para modelar as histórias japonesas, provendo-lhes assuntos. Assuntos indianos foram grandemente modificados e adaptados à maneira que  tocasse a sensibilidade das pessoas comuns do Japão em geral.  
As histórias de macacos do folclore japonês foram influenciadas tanto pelas poesias indianas em sânscrito, quanto pela literatura chinesa clássica. As histórias mencionadas nos contos budistas Jataka aparecem em uma forma modificada através da coleção japonesa de histórias populares.
No século XX, contadores de historias viajavam de cidade a cidade freqüentemente, contando essas histórias com ilustrações em um papel especial chamado kamishibai.

## Curiosidades
Em 2020, a Editora JBC publicou o livro ilustrado Turma da Mônica: Lendas Japonesas, com roteiro de André Kondo e desenhos dos Estúdios Mauricio de Sousa, a obra conta várias lendas tradicionais japonesas com ilustrações dos personagens da Turma da Mônica caracterizados como os personagens originais das lendas .